# Eddie Velez
Edwin (Eddie) Velez  (New York, New York, 1958. június 4. –) amerikai színész.
Leghíresebb szerepe Frankie Santana A szupercsapat című sorozatban.

## Filmográfia

### Film
| Év   | Magyar cím                         | Eredeti cím                 | Szerep                 | Magyar hang       |
| ---- | ---------------------------------- | --------------------------- | ---------------------- | ----------------- |
| 1984 | Segítő kezek                       | Repo Man                    | Napo                   |                   |
| 1985 |                                    | Doin' Time                  | menekült               |                   |
| 1986 | Elszabadult indulatok              | Extremities                 | rendőr                 |                   |
| 1987 |                                    | The Women's Club            | Carlos                 |                   |
| 1988 | Kétes döntés                       | Split Decisions             | Julian 'Kobra' Pedroza | Jakab Csaba       |
| 1989 | Gyilkos tánc                       | Rooftops                    | Lobo                   |                   |
| 1989 |                                    | Romero                      | Columa hadnagy         |                   |
| 1994 | A megszállottság törvénye          | A Passion to Kill           | Morales                |                   |
| 1997 | Eskü alatt                         | Under Oath                  | Ray Ramírez            |                   |
| 1997 | Különösen veszélyes                | Most Wanted                 | Peyton őrmester        |                   |
| 1998 |                                    | Running Woman               | Reuben Alvarez         |                   |
| 2000 | Traffic                            | Traffic                     | Johnson ügynök         | Papp Dániel       |
| 2003 | Veszett vad                        | The Hunted                  | Richards               | F. Nagy Zoltán    |
| 2003 | Végzetes zsákmány                  | White Rush                  | Santos Chabron         | Dolmány Attila    |
| 2004 | Feketék fehéren                    | White Chicks                | Vincent Gomez ügynök   | Csizmadia Gergely |
| 2005 | Az idegen 2. – Sötét hajnal        | Black Dawn                  | Brody                  |                   |
| 2007 | Anna Nicole – Mindhalálig Playmate | The Anna Nicole Smith Story | Playboy fotós          | Kapácsy Miklós    |
| 2007 |                                    | Born                        | Anthony atya           |                   |
| 2008 |                                    | Beautiful Loser             | Diego felnőttként      |                   |
| 2009 |                                    | Repo Chick                  | Justice Espinoza       |                   |
| 2010 |                                    | Bulletface                  | Eric Muller            |                   |
| 2010 |                                    | The Forgotten Jewel         | Taniguchi              |                   |

### Televízió

#### Tévéfilm
| Év   | Magyar cím                       | Eredeti cím                                      | Szerep          | Magyar hang            |
| ---- | -------------------------------- | ------------------------------------------------ | --------------- | ---------------------- |
| 1983 | Szerelem és dicsőség             | For Love and Honor                               | Lucas           | Sinkovits-Vitay András |
| 1984 | Nyári fantázia                   | Summer Fantasy                                   | Stratis         |                        |
| 1985 |                                  | Children of the Night                            | Tom             |                        |
| 1986 | Antiterrorista Csoport           | C.A.T. Squad                                     | Carlos          |                        |
| 1989 | Shannon játszmája                | Shannon's Deal                                   | Chuy Vargas     |                        |
| 1992 | Danger Island                    | Danger Island                                    | Vic             | Lux Ádám               |
| 1992 |                                  | From the Files of Joseph Wambaugh: A Jury of One | Tommy Alomar    |                        |
| 1993 | Hullazsákok                      | Body Bags                                        | baseballjátékos | Szűcs Sándor           |
| 1994 | Fájdalmas bosszú                 | Bitter Vengeance                                 | Harry Carver    |                        |
| 1994 |                                  | A Rainy Day                                      | Armando         |                        |
| 2000 | Apai választás                   | A Father's Choice                                | Cortez nyomozó  |                        |
| 2007 | Csak előzetes bejelentés alapján | By Appointment Only                              | Sosa nyomozó    |                        |

#### Sorozat
| Év        | Magyar cím                | Eredeti cím                   | Szerep                       | Megjegyzések           |
| --------- | ------------------------- | ----------------------------- | ---------------------------- | ---------------------- |
| 1983–1984 |                           | Bay City Blues                | Pepe Garcia                  | 8 epizód               |
| 1985      |                           | Berrenger's                   | Julio Morales                | 11 epizód              |
| 1985      |                           | Double Dare                   | John Garcia                  | 2 epizód               |
| 1985      |                           | Charlie & Co.                 | Miguel Santana               | 13 epizód              |
| 1985–1986 | Cagney és Lacey           | Cagney & Lacey                | El Vengador / Hector Estevez | 2 epizód               |
| 1986–1987 | A szupercsapat            | The A-Team                    | Frankie Santana              | 13 epizód              |
| 1987      | Zsarublues                | Hill Street Blues             | Ramon Mendez                 | 1 epizód               |
| 1987      |                           | Houston Knights               | Lopez                        | 1 epizód               |
| 1988      |                           | Supercarrier                  | Tony Mendez                  | 1 epizód               |
| 1988      |                           | Trial and Error               | John Hernandez               | 8 epizód               |
| 1989      |                           | Tour of Duty                  | Escobar hadnagy              | 1 epizód               |
| 1989      |                           | Monsters                      | Belphamelech                 | 1 epizód               |
| 1989–1990 | A jó oldalán              | True Blue                     | Frankie Avila rendőrtiszt    | 12 epizód              |
| 1990      |                           | Drug Wars: The Camarena Story | Ramon Varona                 | minisorozat (3 epizód) |
| 1991      |                           | Midnight Caller               | Benny Fuentes                | 1 epizód               |
| 1991      |                           | Empty Nest                    | Jose Martinez                | 1 epizód               |
| 1991–1992 |                           | The Trials of Rosie O'Neill   | Mack Delgado                 | 3 epizód               |
| 1992      |                           | Flying Blind                  | Paco                         | 1 epizód               |
| 1993–2004 | Ármány és szenvedély      | Days of Our Lives             | Paul Mendez / Malko          | 64 epizód              |
| 1994      |                           | Hardball                      | Diego Escobar                | 1 epizód               |
| 1994      | Gyilkos sorok             | Murder, She Wrote             | Pete Grimaldi                | 1 epizód               |
| 1995      | Mókás hekus               | The Commish                   | Tommy Le Grange              | 1 epizód               |
| 1995      | Partinyomozók             | High Tide                     | Roacha                       | 1 epizód               |
| 1995      |                           | Live Shot                     | Ricardo Sandoval             | 13 epizód              |
| 1996      | Walker, a texasi kopó     | Walker, Texas Ranger          | Fontemuro                    | 2 epizód               |
| 1996      |                           | Tracey Takes On...            | Angelo                       | 1 epizód               |
| 1996      | Tűzoltók                  | L.A. Firefighters             | doktor                       | 1 epizód               |
| 1997      | A pisztoly                | Gun                           | Jiminez nyomozó              | 1 epizód               |
| 1997      | Pacific Blue              | Pacific Blue                  | Eddie Montez                 | 1 epizód               |
| 1997      |                           | Night Man                     | Bruce                        | 1 epizód               |
| 1997      |                           | The Parent 'Hood              | Perez nyomozó                | 1 epizód               |
| 1998      |                           | Air America                   | Carlos Rey de Lupos          | 1 epizód               |
| 1999      | Seven Days – Az időkapu   | Seven Days                    | Rene                         | 1 epizód               |
| 1999      | Különleges kommandó       | Soldier of Fortune, Inc.      | Bartoloméw Sanchez           | 1 epizód               |
| 1999      | Profiler – A pszichozsaru | Profiler                      | Luis Ortiz                   | 1 epizód               |
| 1999–2001 |                           | Port Charles                  | Alexander Garcia nyomozó     | 52 epizód              |
| 2000      | Divatalnokok              | Just Shoot Me!                | Miguel                       | 1 epizód               |
| 2004      | Bűbájos boszorkák         | Charmed                       | felügyelő                    | 1 epizód               |
| 2005      | Gyilkos számok            | Numbers                       | Raynor                       | 1 epizód               |
| 2020      |                           | Interrogation                 | tanácsadó                    | 1 epizód               |
| 2020      |                           | Deputy                        | Ryan                         | 1 epizód               |
| 2022      |                           | Walker: Independence          | Gil Santiago                 | 1 epizód               |